# سولداد فاندینو
سولداد فاندینو (انگلیسی: Soledad Fandiño؛ زادهٔ ۷ آوریل ۱۹۸۲) بازیگر اهل آرژانتین است. وی از سال ۲۰۰۲ میلادی تاکنون مشغول فعالیت بوده است.